# Sour Tour
A Sour Tour foi a turnê de estreia da cantora estadunidense Olivia Rodrigo, em suporte ao seu álbum de estúdio de estreia Sour (2021). A turnê começou em 5 de abril de 2022 em Portland e percorreu pela América do Norte e Europa. Foi concluída em Londres em 7 de julho, com um total de 49 shows. Gracie Abrams, Holly Humberstone, Chappell Roan e Baby Queen serviram como atos de abertura.

## Antecedentes
Olivia Rodrigo lançou seu álbum de estreia Sour em 21 de maio de 2021. Foi um sucesso comercial, debutando no topo da Billboard 200 dos Estados Unidos. O álbum também alcançou o número um na Austrália, Canadá, Irlanda, Nova Zelândia, Reino Unido e vários outros países. Em julho de 2021, à Billboard informou que a cantora não poderia embarcar numa turnê até ao próximo ano devido aos seus compromissos televisivos e ao seu contrato com a Disney. Um ciclo oficial de concertos foi anunciado através das redes sociais no dia 6 de dezembro, com ingressos à venda quatro dias depois. Gracie Abrams, Holly Humberstone e Baby Queen foram anunciadas como atos de abertura.
Os ingressos para a turnê foram colocados à venda em 10 de dezembro para os fãs que foram escolhidos para o registro do "Verified Fan". Os ingressos se esgotaram em minutos, embora têm sido revendidos por preços muito altos. Muitos fãs e meios de comunicação criticaram a escolha de locais menores em vez de arenas, citando-o como a razão pela qual muitos fãs não conseguiram garantir ingressos.

## Repertório
O repertório abaixo é constituído do show realizado no dia 5 de abril de 2022 em Portland e não é representativo de todos os shows da turnê.
1. "Brutal"
2. "Jealousy, Jealousy"
3. "Drivers License"
4. "Complicated" (cover de Avril Lavigne)
5. "Hope Ur OK"
6. "Enough For You" / "1 Step Forward, 3 Steps Back"
7. "Happier"
8. "All I Want"
9. "Seether" (cover de Veruca Salt)
10. "Favorite Crime"
11. "Traitor"
12. "Deja Vu"
13. "Good 4 U"

## Datas
| Data                | Cidade           | País             | Local                         | Atos de abertura  | Público                | Receita          |
| América do Norte    | América do Norte | América do Norte | América do Norte              | América do Norte  | América do Norte       | América do Norte |
| ------------------- | ---------------- | ---------------- | ----------------------------- | ----------------- | ---------------------- | ---------------- |
| 5 de abril de 2022  | Portland         | Estados Unidos   | Theater of the Clouds         | Gracie Abrams     | 6,472 / 6,472 (100%)   | US$318,976       |
| 6 de abril de 2022  | Seattle          | Estados Unidos   | WaMu Theater                  | Gracie Abrams     | —                      | —                |
| 7 de abril de 2022  | Vancouver        | Canadá           | Thunderbird Sports Centre     | Gracie Abrams     | —                      | —                |
| 9 de abril de 2022  | Orem             | Estados Unidos   | UCCU Center                   | Gracie Abrams     | —                      | —                |
| 11 de abril de 2022 | Denver           | Estados Unidos   | Mission Ballroom              | Gracie Abrams     | —                      | —                |
| 12 de abril de 2022 | Denver           | Estados Unidos   | Mission Ballroom              | Gracie Abrams     | —                      | —                |
| 14 de abril de 2022 | Minneapolis      | Estados Unidos   | The Armory                    | Gracie Abrams     | —                      | —                |
| 15 de abril de 2022 | Chicago          | Estados Unidos   | Aragon Ballroom               | Gracie Abrams     | —                      | —                |
| 16 de abril de 2022 | Chicago          | Estados Unidos   | Aragon Ballroom               | Gracie Abrams     | —                      | —                |
| 19 de abril de 2022 | Milwaukee        | Estados Unidos   | Eagles Ballroom               | Gracie Abrams     | —                      | —                |
| 20 de abril de 2022 | Chesterfield     | Estados Unidos   | The Factory                   | Gracie Abrams     | —                      | —                |
| 22 de abril de 2022 | Cincinnati       | Estados Unidos   | ICON Music Center             | Gracie Abrams     | —                      | —                |
| 23 de abril de 2022 | Detroit          | Estados Unidos   | Masonic Temple Theater        | Gracie Abrams     | —                      | —                |
| 26 de abril de 2022 | Nova Iorque      | Estados Unidos   | Radio City Music Hall         | Holly Humberstone | 11,885 / 11,885 (100%) | US$704,544       |
| 27 de abril de 2022 | Nova Iorque      | Estados Unidos   | Radio City Music Hall         | Holly Humberstone | 11,885 / 11,885 (100%) | US$704,544       |
| 29 de abril de 2022 | Toronto          | Canadá           | Massey Hall                   | Holly Humberstone | —                      | —                |
| 30 de abril de 2022 | Toronto          | Canadá           | Massey Hall                   | Holly Humberstone | —                      | —                |
| 3 de maio de 2022   | Boston           | Estados Unidos   | Roadrunner                    | Holly Humberstone | —                      | —                |
| 4 de maio de 2022   | Washington, D.C. | Estados Unidos   | The Anthem                    | Holly Humberstone | 6,000 / 6,000 (100%)   | US$323,500       |
| 6 de maio de 2022   | Filadélfia       | Estados Unidos   | The Met                       | Holly Humberstone | —                      | —                |
| 7 de maio de 2022   | Filadélfia       | Estados Unidos   | The Met                       | Holly Humberstone | —                      | —                |
| 9 de maio de 2022   | Atlanta          | Estados Unidos   | Coca-Cola Roxy                | Holly Humberstone | —                      | —                |
| 10 de maio de 2022  | Nashville        | Estados Unidos   | Grand Ole Opry                | Holly Humberstone | 4,288 / 4,288 (100%)   | US$231,076       |
| 12 de maio de 2022  | Houston          | Estados Unidos   | 713 Music Hall                | Holly Humberstone | —                      | —                |
| 13 de maio de 2022  | Austin           | Estados Unidos   | Moody Amphitheater            | Holly Humberstone | —                      | —                |
| 14 de maio de 2022  | Irving           | Estados Unidos   | Toyota Music Factory          | Holly Humberstone | —                      | —                |
| 17 de maio de 2022  | Phoenix          | Estados Unidos   | Arizona Federal Theater       | Holly Humberstone | —                      | —                |
| 18 de maio de 2022  | San Diego        | Estados Unidos   | The Rady Shell at Jacobs Park | Holly Humberstone | —                      | —                |
| 20 de maio de 2022  | Las Vegas        | Estados Unidos   | Chelsea Ballroom              | Holly Humberstone | —                      | —                |
| 21 de maio de 2022  | Santa Barbara    | Estados Unidos   | Santa Barbara Bowl            | Holly Humberstone | —                      | —                |
| 24 de maio de 2022  | Los Angeles      | Estados Unidos   | Greek Theatre                 | Holly Humberstone | —                      | —                |
| 25 de maio de 2022  | Los Angeles      | Estados Unidos   | Greek Theatre                 | Holly Humberstone | —                      | —                |
| 27 de maio de 2022  | San Francisco    | Estados Unidos   | Bill Graham Civic Auditorium  | Chappell Roan     | 8,775 / 8,775 (100%)   | US$575,472       |
| Europa              |                  |                  |                               |                   |                        |                  |
| 11 de junho de 2022 | Hamburgo         | Alemanha         | Stadtpark                     | Baby Queen        | —                      | —                |
| 13 de junho de 2022 | Berlim           | Alemanha         | Verti Music Hall              | Baby Queen        | —                      | —                |
| 15 de junho de 2022 | Zurique          | Suíça            | Halle 622                     | Baby Queen        | —                      | —                |
| 16 de junho de 2022 | Milão            | Itália           | Fabrique                      | Baby Queen        | —                      | —                |
| 18 de junho de 2022 | Colônia          | Alemanha         | Palladium                     | Baby Queen        | —                      | —                |
| 19 de junho de 2022 | Bruxelas         | Bélgica          | Forest National               | Baby Queen        | —                      | —                |
| 21 de junho de 2022 | Paris            | França           | Zénith                        | Baby Queen        | —                      | —                |
| 22 de junho de 2022 | Amsterdã         | Países Baixos    | AFAS Live                     | Baby Queen        | —                      | —                |
| 25 de junho de 2022 | Pilton           | Reino Unido      | Worthy Farm                   | —                 | —                      | —                |
| 29 de junho de 2022 | Cork             | Irlanda          | Live at the Marquee           | Baby Queen        | —                      | —                |
| 30 de junho de 2022 | Dublin           | Irlanda          | Fairview Park                 | Baby Queen        | 4,969 / 4,969 (100%)   | US$259,658       |
| 2 de julho de 2022  | Glasgow          | Reino Unido      | O2 Academy Glasgow            | Baby Queen        | —                      | —                |
| 3 de julho de 2022  | Manchester       | Reino Unido      | O2 Apollo Manchester          | Baby Queen        | 3,453 / 3,453 (100%)   | US$146,077       |
| 4 de julho de 2022  | Birmingham       | Reino Unido      | O2 Academy Birmingham         | Baby Queen        | 2,993 / 2,993 (100%)   | US$126,638       |
| 6 de julho de 2022  | Londres          | Reino Unido      | Eventim Apollo                | Baby Queen        | 10,327 / 10,327 (100%) | US$474,353       |
| 7 de julho de 2022  | Londres          | Reino Unido      | Eventim Apollo                | Baby Queen        | 10,327 / 10,327 (100%) | US$474,353       |
| Total               | Total            | Total            | Total                         | Total             | 59,162 / 59,162 (100%) | US$3,160,294     |